# Prosopocera luteomarmorata
Prosopocera luteomarmorata är en skalbaggsart som beskrevs av Stefan von Breuning 1936. Prosopocera luteomarmorata ingår i släktet Prosopocera och familjen långhorningar.
Artens utbredningsområde är:
- Angola.
- Malawi.
- Moçambique.
- Zimbabwe.

Inga underarter finns listade i Catalogue of Life.